# スティーブン・ゴールドステイン

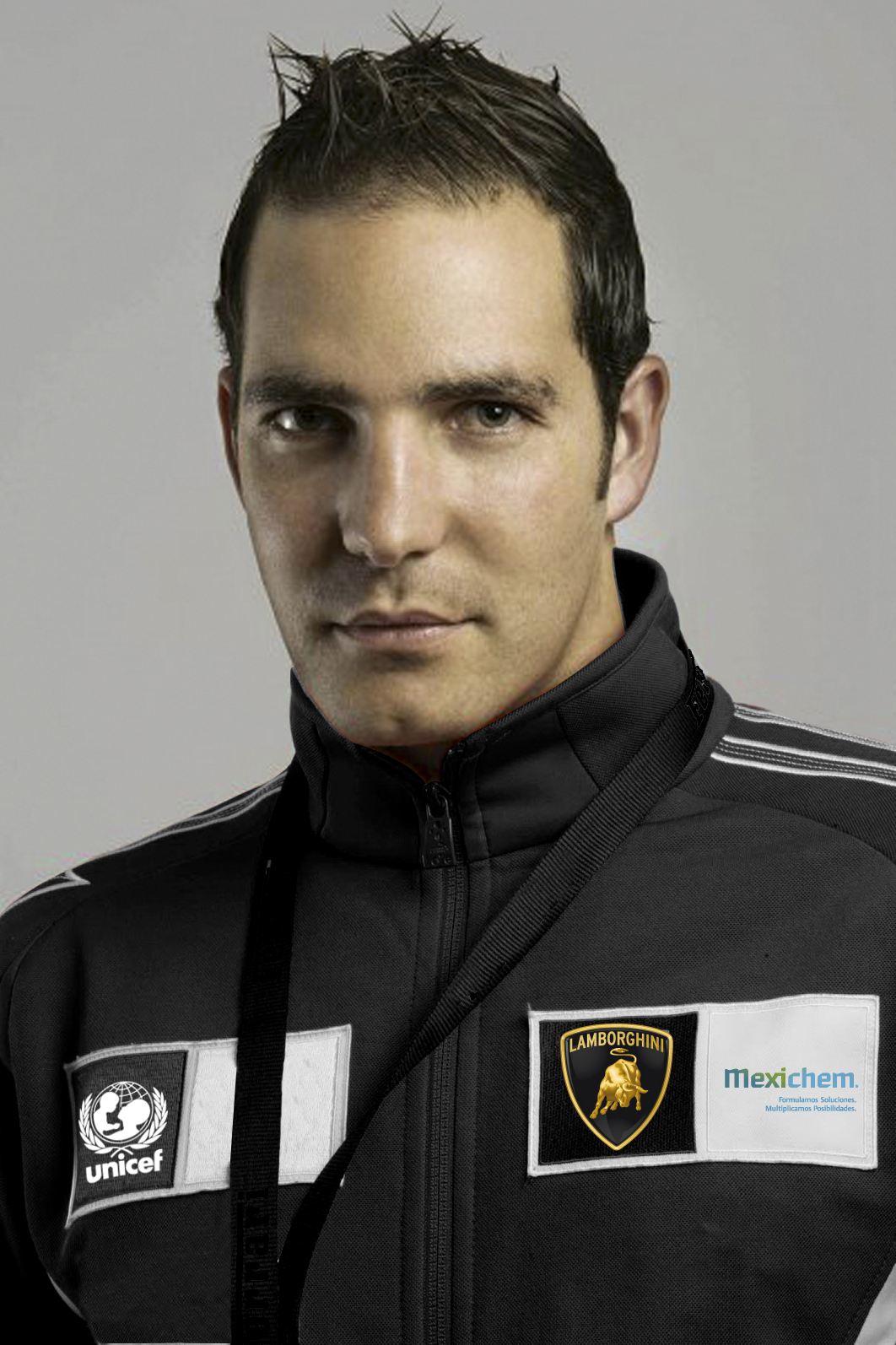
スティーブン・ゴールドステイン

スティーブン・ゴールドステイン（Steven Goldstein、1981年2月23日 - ）は、コロンビアのレーシングドライバー。

## 経歴

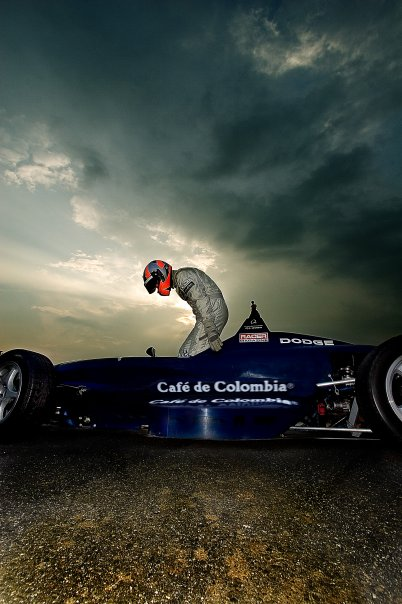
レーシングカーでアメリカのフォーミュラ2000選手権に勝利した。

彼の経歴は、2002年にドイツで行われたBMWフォーメーション・レーシングスクールに招かれた時から始まった。インストラクター達は彼の才能を目の当たりにし、レーシングの世界で生計を立てるように勧めた。
2004年、アメリカのフォーミュラ2000選手権において優勝8回、表彰台11回の成績でチャンピオンになった。
この業績により、スティーブンはアウディ・スポーツ アウディ Sport のイタリアチームに入り、ヨーロッパでのレーシングに参戦するよう誘いを受けた。この申し出を承諾した彼はバルセロナに移った。そこで2年間、彼はレーシングドライバーとして、さらにバルセロナのレーシングサーキット、カタロニア・サーキットでインストラクターとしてRACC ルノーに従事した。
2006年、スティーブンは、ユーロスターズ・チャンピオンシップでデビューを果たした。輝かしい成績と環境適応能力の結果、彼は25人のドライバーの中からルーキー・オブ・ザ・シーズンに選出された。
2007年には、アウディ・スポーツチームとして、コンストラクターズ・チャンピオンシップで優勝を果たした。その結果、チームは2年間の契約延長を申し出た。彼のチームメイトには、 ジャンニ・モルビデッリ (Gianni Morbidelli：過去にスクーデリア・フェラーリ・フォーミュラ1に所属) や ディンド・カベッロ (Dindo Capello：ル・マン24時間レース、
アメリカン・ル・マン・シリーズ優勝)などがいた。
2015年、フォース・インディアの開発ドライバーに起用された。
スティーブンは米国のアメリカン大学において、マーケティングの学位を取得している。在学中の成績によりMagna Cum Laudeを受けて卒業した。彼は現在、ミラノのボッコーニ大学のMBAコースに在籍しており、Saatchi & Saatchiのステージも行っている。
カフェ・デ・コロンビア（Café de Colombia）は、彼のレーサー経歴の初期からスポンサーとして支援している。ピレリ（Pirelli）は第二のスポンサーである。また、スティーブンは、コロンビア政府の主導のもとに地雷撤去と地雷による被害者の支援を行う非営利団体、‘MAS ARTE, MENOS MINAS’の大使でもある。さらに、バルセロナを拠点として子供たちに芸術を促進する非営利団体、Arts Reliefの親善大使に任命されている。

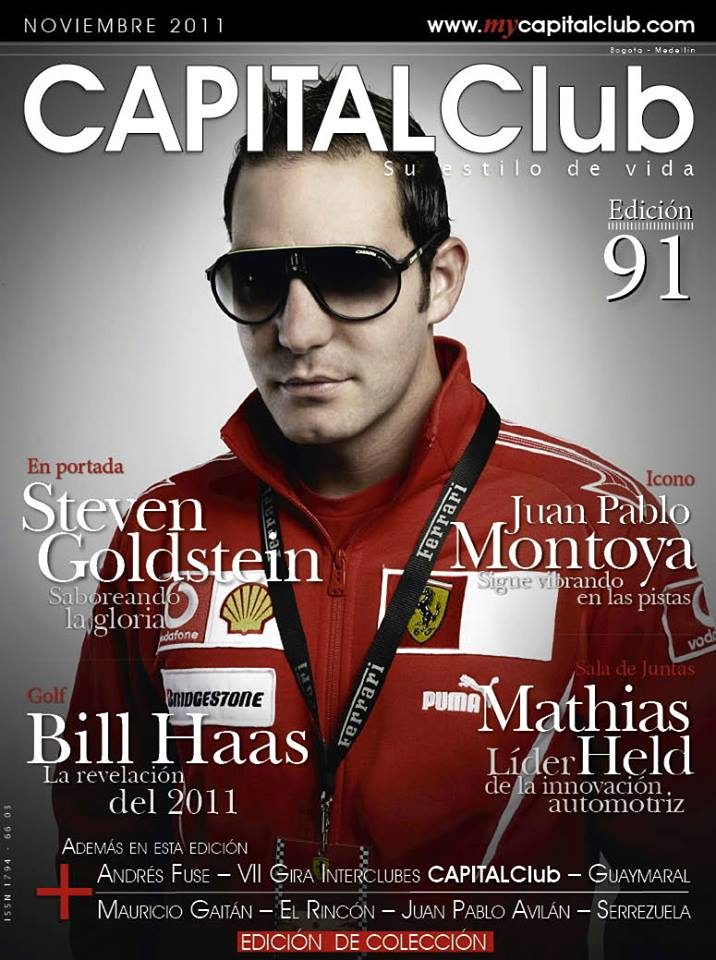
キャピタル·クラブマガジン、2011年11月の表紙にスティーブン·ゴールドスタイン

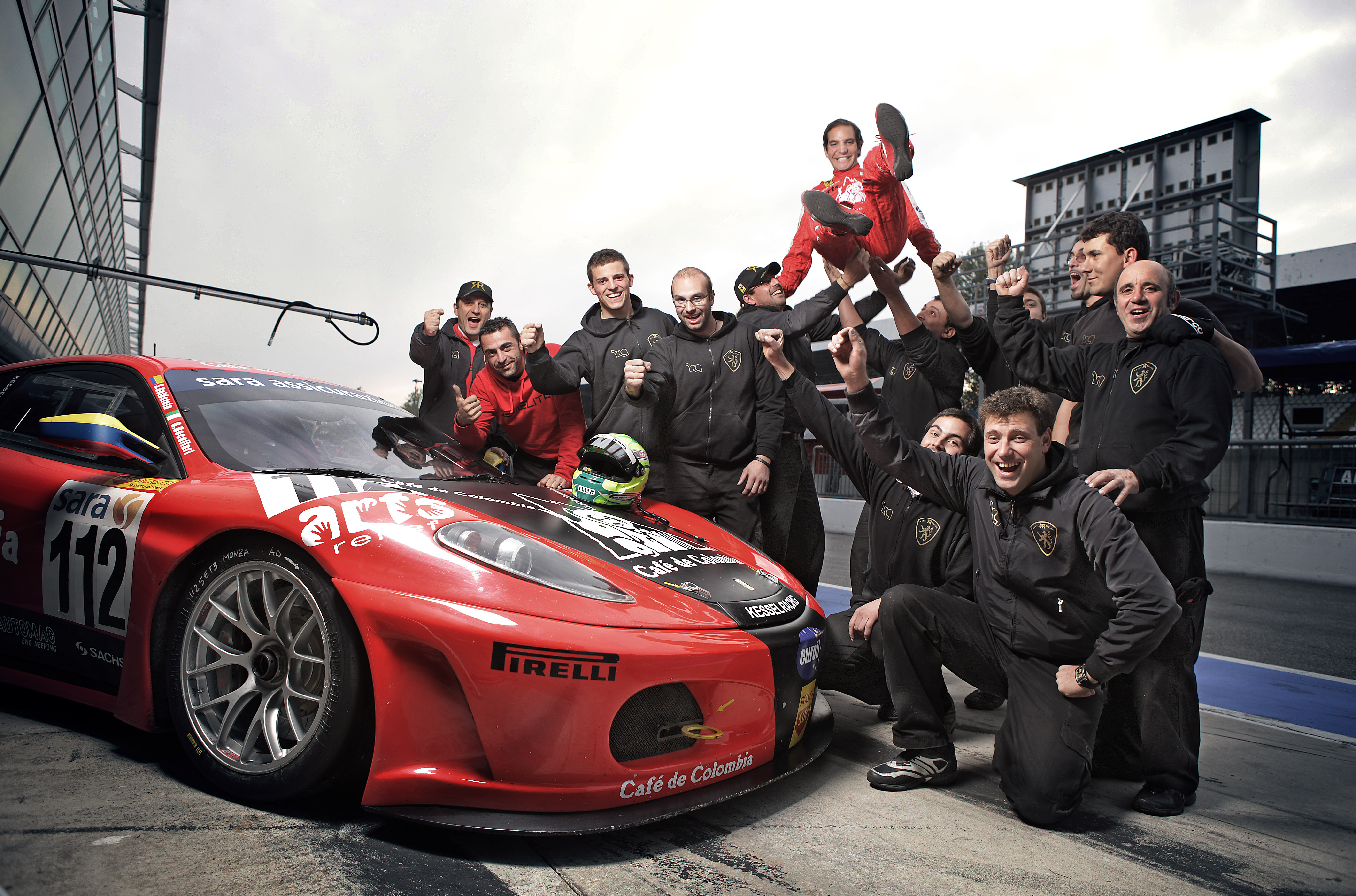
スティーブン·ゴールドスタインは、モンツァ、イタリアで彼のチームで祝った